# Altin Haxhi
Altin Haxhi (Gjirokastër, 17 de junio de 1975) es un futbolista albanés que jugaba de carrilero izquierdo. Su último equipo fue el Apollon Pontou FC griego. Fue un componente de la selección de fútbol de Albania.

## Carrera internacional
Haxhi fue un componente de la selección de fútbol de Albania, con la que debutó en noviembre de 1995, en un amistoso frente a la selección de fútbol de Bosnia y Herzegovina.
Fue internacional con Albania entre 1995 y 2009, pudiendo disputar 67 partidos y marcar tres goles con el combinado albanés.

## Clubes
| Club                  | País     | Año         |
| --------------------- | -------- | ----------- |
| Shqiponja Gjirokastër | Albania  | 1994 - 1996 |
| Panachaiki            | Grecia   | 1996 - 1998 |
| Litex Lovech          | Bulgaria | 1998 - 2000 |
| Iraklis               | Grecia   | 2000 - 2003 |
| CSKA Sofía            | Bulgaria | 2003 - 2004 |
| Apollon Pontou FC     | Grecia   | 2004 - 2005 |
| Anorthosis            | Chipre   | 2005 - 2006 |
| Ergotelis             | Grecia   | 2006 - 2007 |
| APOEL                 | Chipre   | 2007 - 2010 |
| Apollon Pontou FC     | Grecia   | 2010 - 2012 |

## Palmarés

### Títulos nacionales
| Título                     | Club         | País     | Año  |
| -------------------------- | ------------ | -------- | ---- |
| Primera Liga               | Litex Lovech | Bulgaria | 1999 |
| Copa de Chipre             | APOEL        | Chipre   | 2008 |
| Supercopa de Chipre        | APOEL        | Chipre   | 2008 |
| Primera División de Chipre | APOEL        | Chipre   | 2009 |
| Supercopa de Chipre        | APOEL        | Chipre   | 2009 |